# Freie Vereinigung der XXIV
Die Freie Vereinigung der XXIV (auch: Münchner 24) war eine Künstlergruppe im Umfeld der Münchner Secession. 
Entstanden ist die Gruppe an einem Künstlerstammtisch im Café Roth im Jahr 1892. Als Vorsitzender wurde Fritz von Uhde gewählt. Ursprünglicher Zweck war die Verbesserung der Ausstellungssituation innerhalb der Secession. Bereits die Vorbereitungen der Gründung hatten den Ausschluss der Mitglieder aus der Secession zur Folge. Die Gruppe stellte dann in Berlin in der Galerie Eduard Schulte aus. 
Die Vereinigung kann als Vorbote des späteren Umzugs wichtiger Protagonisten der Secession nach Berlin gesehen werden, wo sich die Berliner Secession konstatierte.

## Mitglieder (Auswahl)
Mitglieder waren u. a.
- Lovis Corinth
- Julius Exter
- Hugo von Habermann
- Thomas Theodor Heine
- Albert von Keller
- Hermann Obrist
- Alexander Oppler
- Ernst Oppler
- Bruno Piglhein
- Carl Strathmann
- Wilhelm Trübner